# Pierre Weiss
Pierre-Ernest Weiss (Març 25, 1865 - Octubre 24, 1940) va ser un físic francès que va desenvolupar la teoria dels dominis del ferromagnetisme l'any 1907. Els dominis de Weiss i el magneton de Weiss estan anomenats en honor seu. Weiss també va desenvolupar la teoria de camp mitjà molecular, també coneguda com a teoria de camp mitjà de Weiss.
Weiss va néixer a Mulhouse i va morir a Lyon.